# Kabul (huyện)
Kabul là một huyện thuộc tỉnh Kabul, Afghanistan. Dân số thời điểm năm 1999 là 2,306,125 người.